# Isla Graham (Nunavut)
Isla Graham es una isla del archipiélago ártico canadiense, perteneciente al territorio autónomo de Nunavut, Canadá.
Se localiza en la bahía de Noruega, al oeste de Isla Ellesmere, al este de Isla Cornwall, al sur de isla Axel Heiberg y al norte de la isla Devon e Isla Nort Kent.